# Dolichomitriopsis sasaokae
Dolichomitriopsis sasaokae är en bladmossart som beskrevs av Noguchi 1950. Dolichomitriopsis sasaokae ingår i släktet Dolichomitriopsis och familjen Lembophyllaceae. Inga underarter finns listade i Catalogue of Life.